# Napój miłosny

Sporządzanie napoju miłosnego na obrazie Evelyn De Morgan

Napój miłosny lub eliksir miłosny (łac. poculum amatorium) – magiczny napój, mający na celu wywołanie uczucia miłości do osoby, która go podała.
W średniowieczu do sporządzania napojów miłosnych używano ekstraktów z roślin należących do rodziny psiankowatych: pokrzyku wilczej jagody, brugmansji, bielunia dziędzierzawy, lulka czarnego, lulecznicy kraińskiej czy mandragory, które zawierają alkaloidy (halucynogenną w większych dawkach atropinę i skopolaminę) charakteryzujące się wąskim indeksem terapeutycznym, co łatwo prowadziło do przedawkowania, a nawet zgonu w związku z tym, że preparaty nie były dawniej standaryzowane na zawartość związków silnie działających.
Motyw napoju miłosnego występuje w literaturze, głównie w baśniach, malarstwie, muzyce i mitologii różnych kultur.
Oprócz magicznych napojów miłosnych istniały także magiczne napoje o innych właściwościach, np. uzdrawiające, trujące, nasenne czy wzmacniające.

## Historia i receptury
Ludzie poszukiwali przepisu na napój miłosny już od czasów społeczeństw zbieracko-łowieckich, a stosowanie magii miłosnej w Europie było rozpowszechnione we wszystkich klasach społecznych w XI, XII i XIII wieku. Podawaniu i przygotowywaniu napoju miłosnego towarzyszyło wypowiadanie magicznych zaklęć lub zwracanie się do odpowiedniego boga, jako część procesu rzucania czaru na kogoś.
Niektóre z takich egipskich magicznych zaklęć, spisanych na papirusie, udało się częściowo rozszyfrować. Zachował się, lecz jedynie fragmentarycznie, papirus z 1000 roku p.n.e. podający przepisy na miłosne napoje. W całości zachował się papirus z III wieku n.e., w którym podano recepturę sporządzania licznych afrodyzjaków, a także przepis na miłosny napój pozwalający mężczyźnie zdobyć miłość wybranej kobiety. W tym celu mężczyzna musiał m.in. wziąć: trochę łupieżu z głowy zamordowanej osoby, siedem ziaren jęczmienia, zakopanych w grobie umarłego mężczyzny, i rozgnieść razem z pestkami jabłek w ilości 10 jednostek objętości oipe. Następnie należało dodać krew z kleszcza pasożytującego na czarnym psie, kroplę krwi z palca serdecznego swojej lewej ręki i swoje nasienie. Całość wyrobić na masę, po czym umieścić w pucharze wina, wypowiedzieć siedem razy magiczne słowa i dać do wypicia wybrance.
W skład napojów miłosnych wchodziły m.in. rośliny z rodziny psiankowatych, które już od czasów antycznych były wykorzystywane w niemal każdej kulturze, także w celach religijnych i wizjonerskich, ze względu na właściwości halucynogenne, ujawniające się po podaniu średnich dawek. Wypicie napoju miłosnego było ryzykowne ze względu na możliwość śmiertelnego zatrucia, stąd często określano go dawniej jako fr. venin (jad).
Do roślin wykorzystywanych przez wieki do przyrządzania napojów miłosnych należały m.in. pokrzyk wilcza jagoda i mandragora. W Egipcie wykorzystywano do tego celu suszone nasiona poganka rutowatego, w Indiach rośliny z rodzaju bieluń, we Frankonii lubczyk, mieszkańcy Czech dodawali kroplę krwi nietoperza do piwa, zaś na obszarze Polski od XVI wieku Cyganki do przyrządzania napojów miłosnych używały bielunia dziędzierzawego.
Magicznym napojem miłosnym mogła stać się zwykła woda po pobłogosławieniu jej, a taki napój był wykorzystywany także w celu ożywienia miłości łączącej małżonków.
We współczesnej książce pt. Materia Magica jako składniki napojów miłosnych zostały wymienione: kolendra siewna, koper ogrodowy i cynamon. W innym współcześnie podawanym jako wywodzący się z tradycji egipskiej przepisie na napój miłosny wymieniono jako składniki: pół kwarty wody, jedną uncję zmiażdżonych korzeni lukrecji, 1 uncję zmiażdżonych nasion sezamu, 1 uncję zmiażdżonych nasion kopru włoskiego i miód, z których po krótkim zagotowaniu w kociołku należało przyrządzić napar i pić go dwa razy dziennie, mając oplecione dookoła palców pukle włosów ukochanej osoby i jednocześnie wypowiadając pełne miłosnej pasji zaklęcia.
Choć uzyskanie faktyczne działającego specyfiku wywołującego miłość jest całkowicie niemożliwe lub co najmniej odległe w realizacji ze względu na kompleksowość mózgu człowieka i rolę, jaką doświadczenie odgrywa w podejmowaniu decyzji, to według niektórych naukowców, biorąc pod uwagę fakt, że neuroprzekaźniki oksytocyna i dopamina odgrywają rolę w łączeniu się w monogamiczne pary, brak miłości teoretycznie mógłby być leczony, podobnie jak depresja czy zaburzenia lękowe, związkami chemicznymi wzmagającymi lub osłabiającymi naszą miłość do drugiej osoby i taka terapia jest możliwa do uzyskania w bliskiej przyszłości. W procesie zakochiwania się, biorąc pod uwagę procesy chemiczne w mózgu, według Helen Fisher, rolę odgrywają hormony płciowe (estrogen i testosteron) odpowiedzialne za występowanie pożądania, monoaminy (serotonina i dopamina) odpowiedzialne za pojawienie się zauroczenia jedną, wybraną osobą i uznanie jej za atrakcyjną oraz oksytocyna (uwalniana u obu płci podczas orgazmu) odpowiedzialna za trwałe przywiązanie emocjonalne do drugiej osoby.

## W literaturze

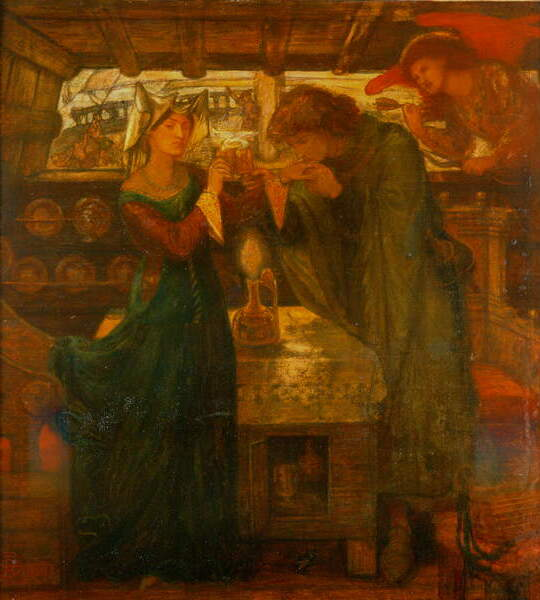
Tristan i Izolda piją miłosny napój na obrazie Gabriela Rossettiego

Historia Tristana i Izoldy, którzy zakochali się w sobie po wypiciu miłosnego napoju, była przekazywana ustnie na terenie Anglii, Irlandii i północnej Francji już w VI wieku, a została spisana w XII wieku, m.in. około 1210 roku przez Gottfrieda von Straßburga, który posiadał także wiedzę alchemiczną. W poemacie napój miłosny, który miała w swoim posiadaniu matka Izoldy (także o imieniu Izolda), był przeznaczony na noc poślubną dla jej córki i króla Marka, których małżeństwo zostało zaaranżowane, lecz pomyłkowo napój miłosny został wypity wspólnie przez jej córkę i rycerza Tristana, którzy po jego wypiciu zakochali się w sobie bez pamięci i zapłonęli wzajemnym erotycznym pożądaniem. Z tej wersji legendy korzystał Richard Wagner, komponując operę o sławnych kochankach.
Według pisarza francuskiego Béroula napój miłosny przyrządziła matka Izoldy i było to wino zagotowane z ziołami, a jego działanie polegało na wywołaniu uczucia miłości.
Miłosny płyn w postaci nektaru kwiatowego odegrał rolę w komedii Szekspira pt. Sen nocy letniej. Nektarem z fiołka (w utworze pod nazwą ang. Love-in-idleness) należało delikatnie posmarować powieki danej osobie, aby ta ulegała zauroczeniu pierwszą osobą, którą zobaczy, gdy otworzy oczy. Pierwotnie był to mleczno-biały fiołek, który zraniony strzałą Kupidyna (miłosna rana) zmienił barwę na purpurową i jednocześnie pozyskał magiczną moc wywoływania romantycznej miłości:

Zważałem pilnie, gdzie strzała upadła:
Na mały kwiatek upadła zachodu,
Przód⁹⁵ jak śnieg biały, lecz teraz czerwony
Miłości raną – zowią go bratkami.
Pamiętam, że ci kwiat ten pokazałem;
Leć mi go przynieść. Soku jego siłą
Wyciśniętego na śpiącego oczy,
Mąż lub niewiasta szalenie pokocha
Pierwsze ujrzane żyjące stworzenie.
Kwiat mi ten przynieś, a bądź tu z powrotem,
Nim zdoła milę upłynąć lewiatan.

Doktor Faust, bohater dramatu Goethego, w pierwszej części, otrzymuje napój miłosny od czarownicy, który sprawia, że zakochuje się w Małgorzacie. Podobnych napojów używała także Zofia Filipowiczowa, bohaterka opowiadania Józefa Zięby O lubości wielkiej Zofijej Filipowiczowej czary czyniącej i za czary skazanej.
Eliksiry miłości pojawiają się także we współczesnej literaturze fantastycznej. Napój, powodujący natychmiastową i trwałą miłość do pierwszej ujrzanej po jego wypiciu osoby, odgrywa pewną rolę w cyklu powieści o magicznej agencji J.W. Wells & Company autorstwa Toma Holta.

## W muzyce

### Dramat muzycznyTristan i Izolda
W dramacie muzycznym Richarda Wagnera Tristan i Izolda (1865), opierającym się głównie na poetyckim opracowaniu legendy o Tristanie i Izoldzie przez Gottfrieda von Straßburga, Tristan przewozi Izoldę statkiem do Kornwalii, gdyż ma ona zostać żoną jej króla Marka. Izolda, która wywodzi się z rodu czarodziejów irlandzkich, łatwość, z którą Tristan zdobył ją, a następnie oddał innemu mężczyźnie, przypisuje degeneracji swojej „czarodziejskiej rasy”. Aby wydobyć się z tego upokorzenia, postanawia otruć Tristana, polecając swojej służce Brangien przygotować napój zapomnienia i zgody na podstawie receptury swojej matki-czarodziejki (Brangien ma jednak świadomość, że napój ten jest w istocie trucizną, napojem śmierci). Gdy statek zbliża się do Kornwalii, Tristan przychodzi do Izoldy, która obrzuca go wyrzutami – Tristan w odpowiedzi ofiarowuje jej jako zadośćuczynienie swoje życie (które jest jej zresztą winny, gdyż uprzednio je ocaliła lecząc go z ciężkiej rany). Izolda odmawia jednak dobrowolnego zabicia go jego własnym mieczem i każe Brangien podać napój. Pragnąc ukryć przed Tristanem fakt, że rzeczywiście chce go zabić, mówi, że wypicie napoju przyniesie wieczną zgodę i ostateczne zapomnienie. Tristan zgadza się, domyślając się jednak, że napój jest w istocie trucizną, do czego czyni aluzję. Po raz drugi godzi się więc świadomie oddać życie Izoldzie, która jednak odbiera to jako ponowną zniewagę i w gniewie decyduje, że sama także wypije śmiertelny napój. Tristan i Izolda wpatrują się w siebie w miłosnym uniesieniu: Brangien bowiem podmieniła napój śmierci na napój miłosny. Pogrąża się w rozpaczy przekonana, że sprzeniewierzyła się lojalności wobec swojej pani – zamiast wczesnej śmierci gotując jej wieczne nieszczęście. Napój miłosny posiada także własny leitmotiv:
Libretto Wagnera pełne jest trudności interpretacyjnych. Nie jest to (prócz krótkiej aluzji Izoldy w akcie II) wyrażone wprost w tekście, ale w szeroko podzielanej interpretacji badaczy utworu napój nie jest przyczyną miłości Tristana i Izoldy, a jedynie jej symbolem (co odróżnia dramat Wagnera od wersji średniowiecznych). Tristan i Izolda pokochali się już przed jego wypiciem, a z wyrażeniem uczucia zwlekali przede wszystkim ze względu na to, że przeczuwali już nadchodzącą śmierć. Tak Tristan, jak i Izolda wypili napój w nadziei, że przyniesie on śmierć jako wyzwolenie z cierpienia – zamiar ten przekreślił jednak los (Wagner odwołuje się w treści utworu do filozofii Arthura Schopenhauera). Motyw napoju miłosnego występuje u Wagnera ze względów literackich i psychologicznych, w sposób odmienny niż w średniowiecznych źródłach literackich: odwołanie się do czasów, gdy wierzono w rzeczywistą moc magii, buduje poetycki, niecodzienny nastrój utworu; jako wyrazisty motyw wizualny napój przemawia do wyobraźni widzów, buduje więc jego atrakcyjność sceniczną; wreszcie motyw ten zmienia jego wymowę moralną – bohaterowie są tu wyraźnie uwidocznieni jako tragiczne ofiary fatum, nie jako zwyczajni uczestnicy małżeńskiego trójkąta. Rozpatrując aspekt symboliczny napoju zwraca się uwagę na to, że został on wymieniony z napojem śmierci – dla Wagnera podmiana taka nie jest przypadkowa, śmierć i miłość stanowią bowiem jedynie dwa aspekty tej samej kategorii: fakt ten jest kluczowy dla wymowy i znaczenia całego utworu, napój miłosny (Liebestrank) aktu I prowadzi do śmierci z miłości (Liebestod) aktu III. Na podstawie Wagnerowskiego opisu objawów doznawanych przez kochanków pojawiły się przypuszczenia, że doszło u nich do ostrego zatrucia przypominającego zatrucie atropiną (przyśpieszone tętno, rumieniec na twarzy, zamglone widzenie, dezorientacja, splątanie, nietolerancja światła, halucynacje), które dla Izoldy okazało się fatalne w skutkach (podczas gdy Tristan umarł z powodu poważnych ran odniesionych w walce ze swoim rywalem, jej śmierć, określona w utworze jako „śmierć z miłości”, Liebestod, nie jest w nim poza tym wyjaśniona).

### Opera Donizettiego
W operze komicznej Gaetana Donizettiego Napój miłosny (1832) objazdowy sprzedawca, lekarz-szarlatan Dulcamara, sprzedał zrozpaczonemu wieśniakowi Nemorino napój miłosny, będący w rzeczywistości butelką taniego wina. Nemorino natychmiast wypił napój do dna, upijając się – w przekonaniu, że po wypiciu napoju miłosnego pozyska względy pięknej i bogatej Adiny (która tymczasem, dowiadując się o nim czytając o dziejach Tristana i Izoldy, marzy o istnieniu takiego napoju). Po wielu perypetiach Adina i Nemorino wyznali sobie miłość, a doktor Dulcamara sprzedał w ich miejscowości wiele butelek z napojem miłosnym wszystkim chętnym, przekonanym o jego skuteczności. Motyw napoju miłosnego pojawia się także w operetce Arthura Sullivana z librettem W.S. Gilberta The Sorcerer (1877), stanowiącej burleskę opartą na operze Donizettiego.

### PiosenkaLove potion No. 9
W humorystycznej piosence amerykańskiego zespołu The Clovers z 1959 pt. Love Potion No. 9 Cyganka, Madame Rue, sprzedała napój miłosny chłopakowi, który nie miał do tej pory szczęścia w miłości jako remedium na jego problemy z dziewczynami. Pomimo że napój miał zapach terpentyny i wygląd atramentu, chłopak zamknął oczy, wstrzymał oddech i wypił łyk. Pod wpływem działania miłosnego napoju zaczął całować wszystkich dookoła, nawet policjanta, który – rozeźlony – rozbił mu buteleczkę z płynem.

## W malarstwie
Na obrazie Dama i dwóch panów pędzla Jana Vermeera napój w dzbanie niekoniecznie musiał być winem, ale mógł także być napojem miłosnym, którym pierwszy mężczyzna, występujący tu najprawdopodobniej w roli swata i znajdujący się pomiędzy kobietą a drugim mężczyzną – siedzącym przy stole z głową podpartą na ręce, napoił najpierw mężczyznę, u którego napój wywołał uczucie obezwładniającej melancholii, aby następnie podać go w kieliszku kobiecie, zachęcając ją do wypicia i aranżując tym samym ich potajemny romans pod nieobecność jej męża, który jedynie spoglądał na nią karcąco z portretu wiszącego na ścianie.

## W mitologii
W greckim micie Dejanira za namową podstępnego Nessosa zebrała krew z jego rany, aby używać jej jako eliksiru miłosnego w przypadku, gdyby jej mąż Herakles przestał ją kochać lub okazywał zainteresowanie innymi kobietami. Gdy wiele lat później Herakles zakochał się w Jole, jego żona podała mu przez sługę tunikę, którą skropiła krwią Nessosa. Po jej nałożeniu Herakles był dręczony bólami nie do zniesienia i ostatecznie sam położył kres swojemu cierpieniu, każąc spalić swoje ciało na stosie na górze Ojta. Dejanira, uświadomiwszy sobie, że to ona, oszukana przez żądnego zemsty cenatura, niechcący doprowadziła do śmierci Heraklesa, popełniła samobójstwo.